# Mike Skinner (pilota)
Michael Curtis Skinner, detto Mike (Susanville, 28 giugno 1957), è un pilota automobilistico statunitense.

## Carriera
Dal 1986 al 2012 ha corso nella NASCAR Sprint Cup Series, nella NASCAR Xfinity Series (ottenendo una vittoria) e nella NASCAR Camping World Truck Series (ottenendo 28 vittorie).
Dal 2016 è noto come “The American” per essere stato il pilota della prima stagione del programma TV The Grand Tour, condotto dagli ex conduttori (Jeremy Clarkson, Richard Hammond e James May) del programma Top Gear.